# Vic Mensa
Victor Kwesi Mensah, noto come Vic Mensa (Chicago, 6 giugno 1993), è un rapper statunitense.

## Biografia
Mensa è nato a Chicago (Illinois) nel 1993 da padre ghanese e madre statunitense. 
Ha iniziato la sua carriera nel 2009 con il gruppo Kids These Days. La band avrebbe poi pubblicato l'EP Hard Times nel 2012 e l'album Traphouse Cuts nel 2012.
Dopo lo scioglimento del gruppo nel 2013, Mensa si è esibito con Damon Albarn durante la sua performance al Governors Ball Music Festival nel 2014, dove ha eseguito il brano Clint Eastwood dei Gorillaz in sostituzione di Del tha Funkee Homosapien.
Nel settembre 2013 ha pubblicato il suo mixtape di debutto dal titolo Innanetape. Nel giugno 2014 pubblica il singolo Down on My Luck.
Nel 2016 collabora con Kanye West e Sia nel brano Wolves di West; è inoltre coautore del suo brano All Day (2015). Nell'aprile di quell'anno firma un contratto con Roc Nation. Nel giugno 2016 pubblica il secondo mixtape dal titolo There's Alot Going On. 
Nel luglio 2017 pubblica il suo primo album in studio, dal titolo The Autobiography. All'album hanno collaborato tra gli altri Weezer, Syd, The-Dream, Chief Keef, Joey Purp, Pharrell Williams, Saul Williams, Ty Dolla Sign e Pusha T.
Fa seguito l'EP Hooligans, uscito nel dicembre 2018. Nel gennaio 2019   forma un gruppo punk rock chiamato 93Punx, che pubblica una cover del brano Zombie dei The Cranberries e poi un album dall'eponimo titolo 93Punx.
Nell'agosto 2020 pubblica il singolo No More Teardrops e anche l'EP V Tape. Nello stesso anno debutta da attore nel film Akilla's Escape diretto da Charles Officer.
Dopo altri EP, nel settembre 2023 pubblica il suo secondo album in studio Victor.

## Discografia

### Album in studio
- 2017 - The Autobiography
- 2023 - Victor

### EP/Mixtape
- 2010 - Straight Up
- 2013 - Innanetape
- 2016 - There's Alot Going On
- 2017 - The Manuscript
- 2018 - Hooligans
- 2020 - V Tape
- 2021 - I Tape
- 2022 - Vino Valentino